# Emington
Emington är en ort (village) i Livingston County i Illinois. Vid 2010 års folkräkning hade Emington 117 invånare.